# Gordonia spathulata
Gordonia spathulata là một loài thực vật có hoa trong họ Theaceae. Loài này được (Kobuski) H.Keng mô tả khoa học đầu tiên năm 1980.